# 帕里尼亚尔格
帕里尼亚尔格（法語：Parignargues，法語發音：[paʁiɲaʁɡ]）是法国加尔省的一个市镇，位于该省中部偏西南，属于尼姆区。

## 地理
帕里尼亚尔格（43°52'24"N, 4°12'29"E）面积11.01 平方千米，位于法国奧克西塔尼大區加尔省，该省份为法国南部沿海省份，南端濒地中海，北起顺时针与阿尔代什省、沃克吕兹省、罗讷河口省、埃罗省、阿韦龙省和洛泽尔省接壤。
与帕里尼亚尔格接壤的市镇（或旧市镇、城区）包括：克拉朗萨克、加让、蒙珀扎、尼姆、圣科姆和马吕埃若勒、圣马梅尔迪加尔。

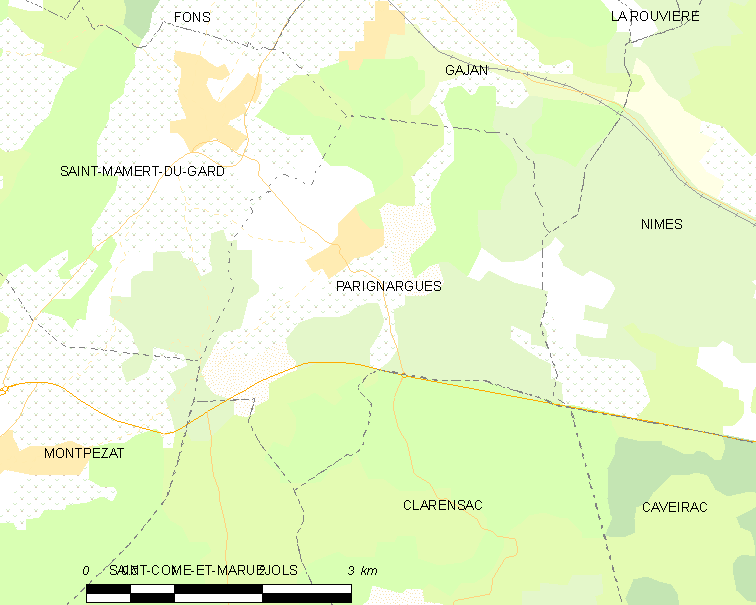
帕里尼亚尔格的OSM定位图

帕里尼亚尔格的时区为UTC+01:00、UTC+02:00（夏令时）。

## 行政
帕里尼亚尔格的邮政编码为30730，INSEE市镇编码为30193。

## 政治
帕里尼亚尔格所属的省级选区为卡尔维松县。

## 人口

1962-2008年间帕里尼亚尔格人口变化图示

帕里尼亚尔格于2022年1月1日时的人口数量为656人。